# Альтомюнстер
Альтомюнстер (нем. Altomünster) — община в Германии, в земле Бавария.
Подчиняется административному округу Верхняя Бавария. Входит в состав района Дахау.  Население составляет 7405 человек (на 31 декабря 2010 года). Занимает площадь 75,79 км².
Община подразделяется на 47 сельских округов.

## Известные уроженцы
- Матей Фабер — религиозный писатель, иезуит, католический священник.

## Достопримечательности
- Альтомюнстерское аббатство